# Philippe Vignon
Pour les articles homonymes, voir Vignon.

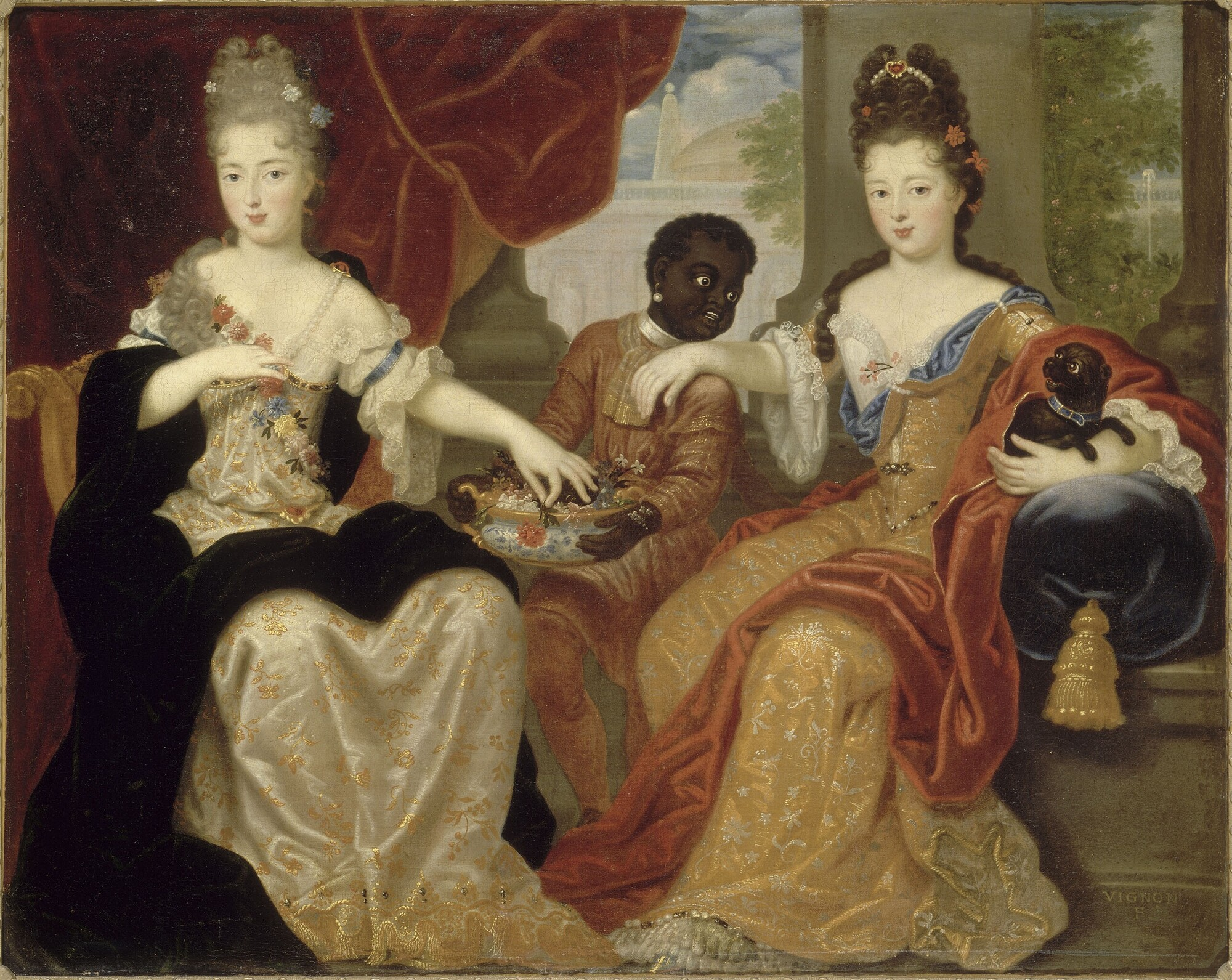
Philippe Vignon.- Les Demoiselles de Blois & de Nantes avec leur serviteur Africain

Philippe Vignon est un artiste peintre portraitiste baptisé à Paris, paroisse Saint-Paul le 27 juin 1638 et mort en 1701, âgé de 67 ans.

## Biographie
Cadet de Claude Vignon, artiste peintre, graveur et illustrateur baroque de renom et de sa première épouse Charlotte de Leu. Il est l'arrière-petit-fils de Pierre Vignon, notaire d'Arlanc, Puy-de-Dôme et le petit-fils de Guillaume Vignon, valet de chambre ordinaire du roi, fournisseur de son argenterie, contrôleur triennal des impositions et de son épouse Elizabeth Papillon. Un de ses grands-oncles paternels est François Vignon, procureur d'office de la justice d'Arlanc, lieutenant au dit bailliage, conseiller et secrétaire de la Reine Marie de Médicis. Il va grandir au sein d'une famille nombreuse établie rue Saint-Antoine et sera initié dès son plus jeune âge à la peinture, travaillant avec ses frères et sœurs dans l'atelier paternel.
Sa mère décédera en 1643 alors qu'il n'a pas encore atteint l'âge de cinq ans. Veuf avec une dizaine d'enfants, son père épousera en 1644, en secondes noces, Geneviève Ballard avec laquelle il aura également une famille nombreuse.
Dans un acte datant de 1671, Philippe Vignon est qualifié « peintre du Roi de la Grande-Bretagne » (Charles II).
Le 23 février 1686, l'Académie royale de peinture et de sculpture lui commande comme œuvres de réception en son sein les portraits de messieurs Philippe de Buyster, (1595-1688) et de Henri Mauperché, (1602-1686). Il achève le portrait de Buyster le 30 août 1687 qui meurt le 15 mars 1688.
Dans l'inventaire après son décès du 13 septembre 1701, figure une toile de Jacques Blanchard, (1600-1638 : (Angélique et Médor) aujourd'hui au Metropolitan Museum.

## Œuvres
(liste non exhaustive)

### Peintures
- 1667 -   Le repos de la Sainte Famille, HST; SDbd: PILL.VINON.F.IN.AVEN.1667; Dim; H:57,5 cm × L:48 cm (Turquin Paris Hôtel des Ventes de Dijon le 19 octobre 2008) au revers : appartient à Mr le Mis de Montaigu qui le prête en 1824 pour la décoration de l'église
- 1686 -   Henri de Mauperché (1602-1686), HST; S; Dim; H:125 cm × L:99 cm (Propriété de l'État morceau de réception n°inv MV3517;INV8483;B2175 Musée national des châteaux de Versailles et de Trianon, ancien propriétaire: Académie royale de peinture, sculpture et architecture)
- 1687 c   Philippe de Buyster, sculpteur, (1595-1688), HST; SD; Dim. h/115 cm × L:88 cm (Musée national des châteaux de Versailles et de Trianon, n°inv:MV5861 ; cliché Franck Raux pour RMN n° cliché :99-015357
- 1689 -   Portrait présumés de deux fils de Louis XIV, HST pair; l'un est signé et daté en bas à droite ovale; Dim; H:73 cm × L:59 cm (vente Sotheby's Paris, 18 juin 2008, lot 97, provient de Hôtel Drouot, 16 décembre 2005, lot n°53)
- N - D   -   Portrait de femme, HST; S; Dim; H:73 cm × L:60 cm ovale; (Vente Aguttes, Neuilly-sur-Seine, 7 juin 2008)
- N - D   -   Portrait de Madame de Maintenon, HST; S; Dim; H:113 cm × L:106 cm (vente Coutau-Bégarie, 1er juin 2007)
- N - D   -   Portrait de femme de qualité en robe rouge et manteau vert, HST; (Attribué); Dim; H:41 cm × L:32 cm (vente d'une paire succession de Mme B..., Paris, salle Rossini, 13 février 2004, lot n°10)
- N - D   -   Portrait d'une femme de qualité en robe blanche et manteau rouge, HST (attribué) vente d'une paire avec le tableau ci-dessus ; Dim; H:41 cm × L:32 cm (Vente succession de Mme B... salle Rossini, Paris, 13 février 2004, lot n°10)
- N - D   -   Portrait de Françoise-Marie de Boubon, mademoiselle de Blois et de Louise-Françoise de Boubon, mademoiselle de Nantes, HST; S; Dim; H: 80 cm × L:90 cm (propriété de l'État don 1847, anciennement à Tourin Musée national des châteaux de Versailles et de Trianon, n°inv: MV3645;INV8445;LP7280

## Titres, distinctions
- 1687 - Académie royale de peinture et de sculpture

## Musées, monuments
- Musée du Château de Versailles et de Trianon, France ; (Philippe de Buyster) - (Françoise-Marie et Louise-Françoise de Boubon) - (Henri de Mauperché)